# Phytocoris tiliae
Phytocoris tiliae is een wants uit de familie van de blindwantsen (Miridae). De soort werd het eerst wetenschappelijk beschreven door Johann Christian Fabricius in 1777.

## Uiterlijk
De groenige of geelgrijze wants heeft variabele, bruinzwarte, duidelijk begrensde vlekken, is langvleugelig en kan 6 tot 7 mm lang worden. het lichaam is bedekt zwarte haartjes. De antennes zijn voornamelijk zwart maar het eerste segment heeft witte vlekken en segment twee en de basis van het derde segment hebben lichte ringen. Het doorzichtige deel van de voorvleugels grijs met donkergrijze vlekken. De uiterste punten van het ondoorzichtige deel van de voorvleugels (cuneus) zijn gevlekt en hebben een lichtere bovenkant. Het halsschild heeft kenmerkende zwarte vlekken langs de zijkant en achterrand. Het schildje (scutellum) heeft twee donkere lijnen over de lengte, de kop is licht gekleurd. Van de opvallend lange, dunne, geelwitte poten zijn de dijen bruin met donkere vlekjes en hebben de schenen lichte en donkere ringen.

## Leefwijze
De soort komt als eitje de winter door en de wantsen zijn in juni volwassen. Ze kunnen dan tot eind september gevonden worden op takken en bladeren van diverse loofbomen zoals eik, es, gewone esdoorn en linde waar ze leven van rupsen, spintmijten en poppen van lieveheersbeestjes. Er is één generatie per jaar.

## Leefgebied
Het verspreidingsgebied van de wants is Palearctisch tot Azië en Noord-Afrika. In Nederland is de soort algemeen in biotopen met loofbomen, zoals bossen, boomgaarden, tuinen en parken.